# 6344 P-L
6344 P-L är en asteroid upptäckt 1960 av astronomerna Tom Gehrels, Ingrid van Houten-Groeneveld och Cornelis Johannes van Houten.
Asteroidens omloppsbana ligger så nära jordens som 4,3 miljoner kilometer men det är sällan den kommer så nära. Asteroiden upptäcktes 1960 då den var som närmast 5,9 miljoner kilometer bort. Vid återupptäckten 2007 var den som närmast 10,8 miljoner kilometer bort och kommer att åter komma nära jorden år 2040 då den kommer att befinna sig 10,4 miljoner kilometer bort.
Asteroiden är förknippad med ett meteorregn vilket gör att det finns misstankar om att 6344 P-L egentligen är en utslocknad komet.